# السقوط (فلم)
السقوط (بالألمانية: Der Untergang)، هو فيلم سينمائي ألماني-نمساوي صدر سنة 2004 من إخراج أوليفر هيرشبيغل. يصور فيلم الأيام العشرة الأخيرة لحكم أدولف هتلر لألمانيا النازية سنة 1945.
لاقى الفيلم مراجعات إيجابية من مختلف النقاد وترشح الفيلم لجائزة الأوسكار لأفضل فيلم بلغة أجنبية.

## القصة
يصور الفيلم قصة سقوط هتلر والنازية على لسان سكرتيرة هتلر الخاصة تراودل يونغه، التي عاصرت أدق تفاصيل النهاية، وكادت أن تنتحر وهي ترافق هتلر في لحظات الهزيمة لولا نصيحة إيفا براون عشيقة هتلر وزوجته قبل سقوطه بأيام لها أن تنجو بنفسها.
دراما حربية مؤثرة وعميقة تحكي بعيون ألمانية ماحدث وتلقي بمسحة إنسانية ليس على هتلر فقط وإنما على القادة من حوله, إنهم بشر آمنوا بأيدلوجية مثالية وتفانوا في تحقيقها حتى ادت إلى نهايتهم. وسط أجواء الحرب العالمية الثانية وتقدم الجيش الروسي نحو برلين وقصفه المستمر لها تدور رحى صراع نفسي وحرب مكتومة بهتلر وقادته داخل الحصن المنيع الذي اختبأ به مع كبار قادته وأركان حربه.

## طاقم التمثيل
- برونو غانز في دور أدولف هتلر.
- ألكسندرا ماريا لارا في دور تراودل يونغه.
- كورينا حرفوش في دور ماغدا جوبلز.
- أولريش ماتيس في دور جوزيف غوبلز.
- يوليانا كولر في دور إيفا براون.
- هينو فيرش في دور ألبرت شبير.
- كريستيان بركل في دور البروفيسور ايرنست غونتر شينك.
- مثايوس هابك في دور البروفيسور فيرنر هاس.
- توماس كريتشمان في دور هيرمان فيجيلين.

## المحاكاة الساخرة
بدأ استخدام مشاهد من هذا الفيلم لصناعة مشاهد طريفة، حيث استخدمت عدة مشاهد من الفيلم كما هي، ولكن بإضافة ترجمات غير حقيقية، مما يضيف جواً من الفكاهة. وقد انتشر استخدام هذا الفيلم حول العالم، حيث تم استغلاله للتعبير عن قضايا سياسية، ورياضية، وفنية. ولعل أكثر مشهد استخدم هو مشهد اجتماع هتلر بقادته مناقشاً ظروف المعركة، ثم صراخه في وجه أركان حربه متهماً قادة الجبهة بالخيانة.

## وصلات خارجية
- مقالات تستعمل روابط فنية بلا صلة مع ويكي بيانات